# Sporophile à ventre fauve
Sporophila hypoxantha
Espèce
Statut de conservation UICN

 LC  : Préoccupation mineure
Le Sporophile à ventre fauve (Sporophila hypoxantha) est une espèce de passereaux d'Amérique du Sud  appartenant à la famille des Thraupidae.

## Répartition
On le trouve en Argentine, Bolivie, Brésil, Paraguay et Uruguay.

## Habitat
Il habite les savanes sèches et les prairies tropicales ou subtropicales humides ou inondées en certaines saisons et de basse altitude.